# Salon-la-Tour
Salon-la-Tour é uma comuna francesa na região administrativa da Nova Aquitânia, no departamento de Corrèze. Estende-se por uma área de 43,01 km². Em 2010 a comuna tinha 670 habitantes (densidade: 15,6 hab./km²).